# حصیرتباران
حصیرتباران (نام علمی: Rhipsalideae) نام یک تبار از زیرخانواده کاکتوس‌واریان است.